# 1803 год в науке
В 1803 году были различные научные и технологические события, некоторые из которых представлены ниже.

## События
- 16 апреля — Александром I учреждён Императорский Виленский университет.
- 20 июня — в Санкт-Петербурге француз Жак Гарнерен совершил первый в России полёт на воздушном шаре[1].
- 7 августа — началось первое русское кругосветное путешествие, которым руководили И. Ф. Крузенштерн и Ю. Ф. Лисянский.
- Томас Юнг ввёл в научный обиход термин «интерференция».
- Джанфранческо Мальфатти[итал.] выдвинул гипотезу об окружностях Мальфатти[2][3][4].

## Открытия
- Русский физик Василий Петров открыл электрическую дугу.

## Изобретения
- Иоганн Риттер изобрёл электрический аккумулятор[5]:52.

## Родились
- 28 февраля — Христиан Генрих фон Нагель, немецкий математик (ум. 1882).
- 12 мая — Юстус Либих, немецкий химик (ум. 1873).
- 3 августа — Джозеф Пакстон, английский садовод, ботаник и архитектор (ум. 1865).

## Скончались
- 12 мая — Карл фон Эккартсгаузен, немецкий католический мистик, писатель и философ.
- 27 сентября — Сальвадор Фидальго, испанский путешественник, в конце XVIII века возглавлявший экспедицию, исследовавшую северо-западное побережье Американского континента.
- 9 ноября — Жорж Лесаж, швейцарский физик, автор теории гравитации Лесажа.
- 18 декабря — Иоганн Готфрид Гердер, немецкий философ и писатель-просветитель (родился в 1744).